# (35824) 1999 JF53
1999 JF53 (asteroide 35824) é um asteroide da cintura principal. Possui uma excentricidade de 0.05114700 e uma inclinação de 7.34279º.
Este asteroide foi descoberto no dia 10 de maio de 1999 por LINEAR em Socorro.